# Стэн против сил зла
«Стэн против сил зла» (англ. Stan Against Evil) — американский комедийный телесериал ужасов с Джоном Макгинли в заглавной роли, созданный Дэной Гулдом. Транслировался на канале IFC с 31 октября 2016 года по 21 ноября 2018.
В России сериал транслировался по каналу Настоящее страшное телевидение (НСТ).
25 января 2019 года Дэна Гулд официально объявил о закрытии сериала после третьего сезона.

## Сюжет
События развиваются в маленьком городке Уиллардс-Милл в Нью-Гэмпшире, построенном на месте массового сожжения ведьм в XVII веке. Бывший шериф города Стэнли Миллер, проработавший на этой должности 25 лет, уходит на пенсию после смерти жены. Однако ему приходится объединиться с новым шерифом, Иви Баррет, чтобы защитить город от различных проявлений сверхъестественного: демонов, ведьм и злых духов.

## В ролях

### Главные герои
- Джон К. Макгинли — Стэнли Миллер, бывший шериф Уиллардс-Милл. Должность шерифа проклята и Стэнли является единственным, кто не погиб на этой работе.
- Джанет Варни — Иви Баррет, новый шериф города, мать-одиночка.
- Нэйт Муни — помощник шерифа Леон Дринкуотер.
- Дебора Бейкер мл. — Дениз Миллер, дочь Стэна.

### Второстепенные персонажи
- Дэна Гулд — Кевин, гробокопатель.
- Рэндалл Ньюсом — констебль Таддеус Экклс, живший в XVII веке и устроивший сожжение 172 женщин, обвинённых в колдовстве.

## Обзор серий
| Сезон | Сезон | Эпизоды | Трансляция      | Трансляция      |
| Сезон | Сезон | Эпизоды | Первый показ    | Последний показ |
| ----- | ----- | ------- | --------------- | --------------- |
|       | 1     | 8       | 31 октября 2016 | 23 ноября 2016  |
|       | 2     | 8       | 1 ноября 2017   | 22 ноября 2017  |
|       | 3     | 8       | 1 ноября 2018   | 22 ноября 2018  |

## Производство
22 февраля 2016 года был заказан сериал из 8 эпизодов, съёмки начались в июне того же года в Атланте. Премьера состоялась 31 октября 2016. 13 декабря 2016 канал IFC объявил о продлении шоу на второй сезон. В январе 2017 сериал был продлён на третий сезон.